# Edgar Kant

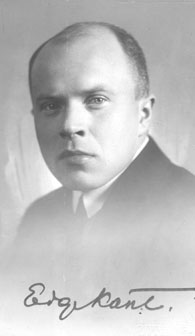
Edgar Kant

Edgar Kant (Tallinn, 21 februari 1902 - Lund (Zweden), 16 oktober 1978) was een Ests geograaf.

## Levensloop
Edgar Kant studeerde aan de Universiteit van Tartu. In de eerste jaren van zijn wetenschappelijke carrière reisde hij veel. Hij bezocht Zwitserland, Hongarije, Frankrijk, Nederland, Duitsland en Algerije. In 1923 en 1924 was hij onderwijsassistent aan de universiteit van Tartu. Hij publiceerde een grondige studie over de stad Tartu en ontving daarvoor de Edouard Gaudymedaille van de Société Commercial in Parijs in 1928. Na zijn promotie in 1933 werd Kant eerst hoofddocent en vanaf 1936 hoogleraar Economische Geografie aan de universiteit van Tartu. In 1938 werd hij benoemd tot pro-Rector en van 1941 tot 1944 (de periode van de Duitse bezetting) was hij rector van de universiteit van Tartu.
De komst van de Sovjettroepen in 1944 noodzaakte Kant uit Estland te vertrekken. Hij kon zijn wetenschappelijk werk voortzetten aan de Universiteit van Lund in Zweden. Van 1945 tot 1963 werkte hij er als geografisch onderzoeker en van 1963 tot zijn emeritaat in 1967 was hij hoogleraar Economische Geografie. Hij overleed in 1978 in Lund.

### Wetenschappelijk werk
Het begin van Kants wetenschappelijke carrière viel samen met de eerste jaren van de onafhankelijkheid van Estland. Er was grote behoefte aan geografische kennis van Estland, omdat het land eeuwenlang onderdeel was geweest van het Russische Keizerrijk. De Fin Johannes Gabriel Granö was in 1919 benoemd tot hoogleraar Geografie in Tartu en Kant behoorde tot zijn eerste leerlingen. Het onderzoek dat door Granö werd opgezet paste in de traditie van Heimatkunde, de integrale studie van fysieke en sociale verschijnselen in een bepaalde regio. Kant week bij de uitwerking van de principes van Heimatkunde wel af van de opvattingen van Granö. Hij schonk naar verhouding veel aandacht aan de rol van de steden in de ruimtelijke organisatie van een bepaald gebied. Zijn opvattingen over de relatie tussen mens en (fysieke) omgeving waren bovendien sterk beïnvloed door Franse geografen (Vidal de la Blache). In 1926 publiceerde Kant ‘Tartu. Linn ümbrus ja organism. Ehk ühtlasi linnageograafiline vaatlus linnamorfoloogiale’ (Tartu als omgeving en organisme. Een stadsgeografische beschouwing over stedelijke morfologie). Deze studie was gebaseerd op omvangrijk empirisch onderzoek naar de interne geleding van de stad en de relatie tussen stad en omgeving. In zijn in 1933 gepubliceerde dissertatie stond het stedelijk netwerk van Estland centraal. Deze belangstelling voor stadsgeografische thema’s in Estland was opmerkelijk omdat het land in die tijd nog een sterk landelijk karakter had. Slechts een kwart van de bevolking woonde in stedelijke kernen.
Na zijn gedwongen vertrek uit Estland in 1944 zette hij zijn stadsgeografisch onderzoek voort in Lund. Hij bereikte opmerkelijke resultaten door een combinatie van kwalitatieve en kwantitatieve onderzoeksmethoden. Met dit onderzoek leverde hij een bijdrage aan de modernisering van de bestuurlijke regionalisatie in Zweden. Mede door Kant werd het onderzoek naar migratiestromen en de hiërarchie van centrale plaatsen een speerpunt voor de geografen van Lund. Door zijn omvangrijke internationale contacten bracht Kant de Zweedse geografen in contact met hun Franse en Duitse collega’s. Met zijn leerling Torsten Hägerstrand stond Kant zo aan de basis van de vernieuwing en internationalisering van de Zweedse geografie.
In latere jaren concentreerde hij zich op wetenschapstheoretische vraagstukken zoals de historische ontwikkeling en classificatie van geografische begrippen. Vanaf 1965 werkte hij aan een internationaal geografisch woordenboek met een speciaal deel over regionale termen. Het werk bleef onvoltooid.

## Selectie uit het wetenschappelijk werk
- Tartu. Linn ümbrus ja organism. Ehk ühtlasi linnageograafiline vaatlus linnamorfoloogiale (1926)
- Ümbrus, majandus ja rahvastik Eestis. Ökoloogilis-majandusgeograafiliner uurimus (1933)
- Bevölkerung und Lebensraum Estlands. Ein Anthropoökologischer Beitrag zur Kunde Baltoskandias (1935)
- Den sociologiska regionen, den sociale tiden och det sociala rummet. Några kritiska tankar med anledning av en ny rigional sociologi (1948)
- A polyglot glossary of geographic terms (1952)
- Zur Frage der inneren Gliederung der Stadt, insbesondere der Abgrenzung des Stadtkerns mit Hilfe der bevölkerungskartographische Methoden (1962)